# 2955 Newburn
2955 Newburn è un asteroide della fascia principale. Scoperto nel 1982, presenta un'orbita caratterizzata da un semiasse maggiore pari a 2,1804002 UA e da un'eccentricità di 0,1158663, inclinata di 3,59602° rispetto all'eclittica.